# Округ Даглас (Мисури)
Округ Даглас (енгл. Douglas County) је округ у америчкој савезној држави Мисури.

## Демографија
По попису из 2010. године број становника је 13.684, што је 600 (4,6%) становника више него 2000. године.
| Група             | 2000.          | 2010.          |
| Белци             | 12.607 (96,4%) | 13.218 (96,6%) |
| Афроамериканци    | 14 (0,1%)      | 30 (0,2%)      |
| Азијати           | 28 (0,2%)      | 31 (0,2%)      |
| Хиспаноамериканци | 110 (0,8%)     | 110 (0,8%)     |
| Укупно            | 13.084         | 13.684         |